# ناحیه تاراکلیا
ناحیه تاراکلیا (به لاتین: Taraclia District) یک منطقهٔ مسکونی در مولداوی است که در مولداوی واقع شده‌است. ناحیه تاراکلیا ۶۷۴ کیلومتر مربع مساحت و ۳۷٬۳۵۷ نفر جمعیت دارد.